# Dimitris Theodorou
Dimitris Theodorou (Grieks: Δημήτρης Θεοδώρου) (Larnaca, 10 september 1997) is een Cypriotisch voetballer. Hij speelt voor APOEL Nicosia en het nationale elftal van Cyprus.
Theodorou begon zijn carrière bij Omonia Aradippou in de Cypriotische Tweede Klasse tijdens het seizoen 2014-2015. In juli 2019 vertrok hij naar Enosis Neon Paralimni, waarvoor hij op 26 augustus 2019 zijn debuut maakte.

## Internationale carrière
Theodorou maakte zijn debuut voor het nationale elftal van Cyprus op 16 november 2019 in een wedstrijd tegen Schotland, die met 1-2 werd verloren.
| Cyprus | Cyprus      | Cyprus     |
| Jaar   | Wedstrijden | doelpunten |
| ------ | ----------- | ---------- |
| 2019   | 1           | 0          |
| Totaal | 1           | 0          |

1 Uzoho ·
2 Karo ·
3 Vinícius ·
4 Santos ·
5 Souza ·
6 Daoesjvili ·
7 Efrem ·
8 Lundemo ·
9 Maglica ·
10 De Vincenti ·
11 Kvilitaia ·
16 Katsantonis ·
17 Okriasjvili ·
18 Satsias ·
19 Hani ·
21 Theodorou ·
25 Gavriel ·
27 Chebake ·
29 Byrne ·
33 Diawara ·
35 Polykarpou ·
36 Zabala ·
42 Wheeler ·
74 Georgiou ·
75 Tsilingiris ·
76 Vrontis ·
77 Ndongala ·
78 Tsoutsouki ·
80 Hadjigavriel ·
88 Kittos ·
89 Koutsakos ·
90 Savić ·
93 Michael ·
99 Danilo ·
Coach: Poursaitidis